# Hilda Dresen
Hilda Helene Dresen (ur. 11 maja 1896 w Kolga, zm. 5 lutego 1981 w Tallinnie) – estońska poetka, esperantystka i tłumaczka.    

## Życiorys

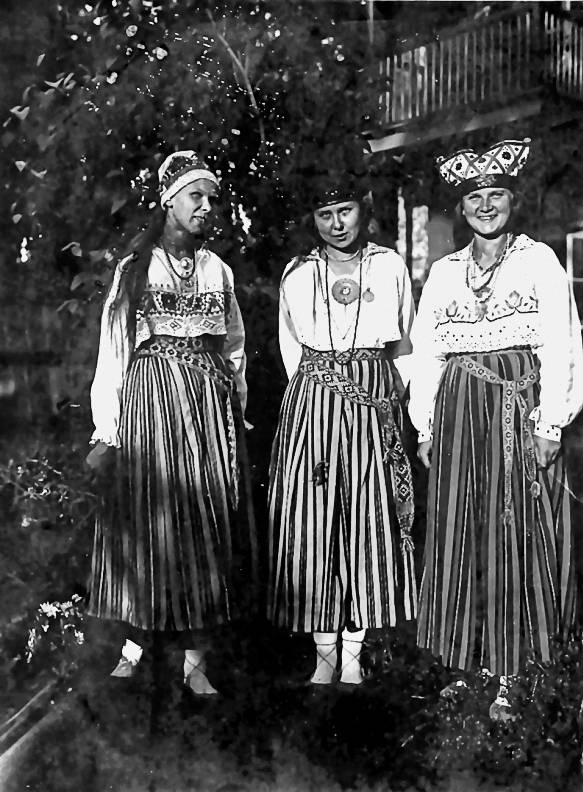
Siostry Dresen: Helmi, Hilda i Agnes, 1923

Hilda Helene Dresen urodziła się 11 maja 1896 r. w parafii Kolga, w okręgu Harjumaa. Była córką Eduarda i Elisabeth Tresen. Pracowała jako radio-telegrafistka. Jej siostra Helmi Dresen była esperantystką. Hilda nauczyła się esperanta w 1913 r. i była stałym współpracownikiem czasopisma literackiego „Literatura Mondo”. Współpracowała także z „La Nica Literatura Revuo”, „Norda Prismo”, „Monda Kulturo”, „Heroldo de Esperanto”, „La Praktiko”, „La Nova Epoko”, „La Suda Stelo”, „Fonto” i innymi czasopismami. Przetłumaczyła na esperanto wiele utworów poetyckich z estońskiego, rosyjskiego, ukraińskiego i niemieckiego. Wiele tłumaczeń dla Estony Antologio wykonała z siostrą Helmi, która została zamordowana przez nazistów w 1941 r.

## Twórczość

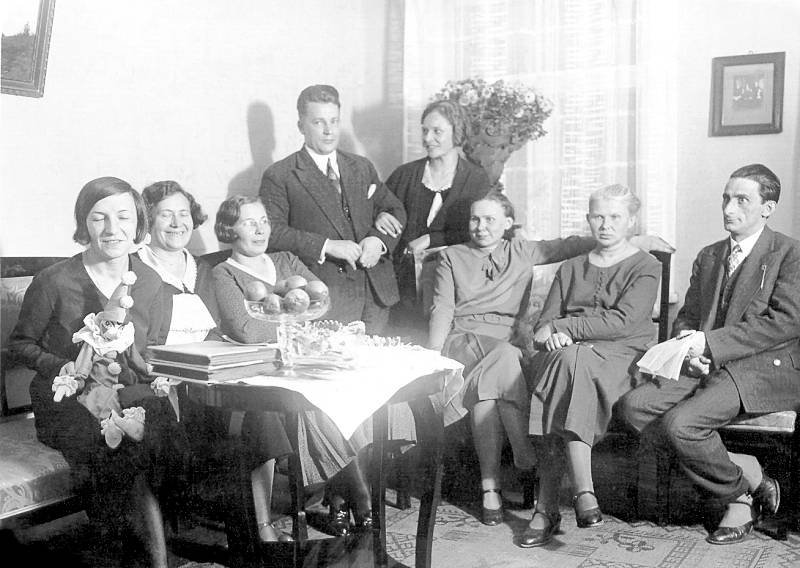
Esperantyści z Tallinna, 1935. Hilda Dresen trzecia z prawej.

Hilda Dresen poświęciła się głównie tłumaczeniu, równolegle starała się pisać samodzielnie utwory poetyckiej. W 1934 r. kilka jej utworów znalazło się w antologii Dwunastu Poetów (Dekdu Poetoj), wydanej w języku esperanto. Jej własny zbiór wierszy Norda Naturo ukazał się w 1967 r. Dresen jest przede wszystkim poetką, która widziała naturę niewinnymi oczami dziecka. Jej utwory promieniują ciszą i spokojem, ukazywała konkretne detale, które charakteryzują północną przyrodę z delikatnością i emocjami: srebrną brzozę, czeremchę, jeziora północne. Przetłumaczyła utwory m.in. Vladimira Beekmana, Alberta Kivikasa, Juhana Liiva, Marie Under.

## Wybrane dzieła
- Vintra luno, Norda naturo, Printempe, Subite, Paduso, Betulo, Supren, Vizaĝoj, Surstrate, Ĝena penso, Sensenteco..., w antologii Dekdu Poetoj, 1934
- Adamson kaj lia verko
- Norda Naturo, 1967
- Zamenhof